# IChat
iChat (anteriormente iChat AV, por Audio Video) es un cliente de mensajería instantánea incluido en las últimas versiones del sistema operativo Mac OS X desarrollado por Apple Inc.

## Descripción
iChat puede conectarse a las redes AIM y XMPP, y establecer comunicaciones entre los usuarios participantes. También puede hacer lo mismo entre usuarios de computadoras Mac dentro de la misma red local utilizando Bonjour.
Una vez establecida la conexión, uno puede comunicarse con otras personas y permite establecer conversaciones de texto, audio y video.
Dicha aplicación dejó de estar disponible en OS X Mountain Lion siendo reemplazado por una nueva aplicación, Mensajes, que permite el envío de iMessage a otros Mac, iPhone, iPod Touch o iPad.
La aplicación Mensajes también incluye la posibilidad de seguir usando los canales de chat a través de AIM.